# Thiện, Hà Trạch
Thiện (tiếng Trung: 单县 (chữ Hán giản thể) ／ 單縣 (phồn thể); phanh âm: Shàn Xiàn; âm Hán Việt: Thiện huyện) là một huyện của địa cấp thị Hà Trạch, tỉnh Sơn Đông, Trung Quốc.

### Nhai đạo
- Bắc Thành (北城街道)
- Nam Thành (南城街道)
- Viên Nghệ (园艺街道)

### Trấn
| - Quách Thôn (郭村镇) - Hoàng Cương (黄岗镇) - Chung Hưng (终兴镇) - Tôn Lưu (孙溜镇) - Cao Vi Trang (高韦庄镇) | - Từ Trại (徐寨镇) - Sái Đường (蔡堂镇) - Chu Tập (朱集镇) - Lý Tân Trang (李新庄镇) - Phù Cương (浮岗镇) | - Lai Hà (莱河镇) - Thì Lâu (时楼镇) - Dương Lâu (杨楼镇) - Trương Tập (张集镇) - Long Vương Miếu (龙王庙镇) |

### Hương
- Tạ Tập (谢集乡)
- Cao Lão Gia (高老家乡)
- Tào Trang (曹庄乡)
- Lý Điền Lâu (李田楼乡)